# Automolis titan
Automolis titan là một loài bướm đêm thuộc phân họ Arctiinae, họ Erebidae.